# 212. strelska divizija (ZSSR)
212. strelska divizija (izvirno rusko 212. стрелковая дивизия; kratica 212. SD) je bila strelska divizija Rdeče armade v času druge svetovne vojne.

## Zgodovina
Divizija je bila ustanovljena junija 1941 v Čerkasiju, bila deaktivirana novembra 1942 v Stalingradu in bila ponovno ustanovljena junija 1943 s preoblikovanjem 4. in 125. strelske brigade.